# Steinkogel
Steinkogel är en bergstopp i Österrike.   Den ligger i distriktet Graz-Umgebung och förbundslandet Steiermark, i den östra delen av landet, 150 km sydväst om huvudstaden Wien. Toppen på Steinkogel är 664 meter över havet.
Terrängen runt Steinkogel är huvudsakligen kuperad, men åt sydväst är den platt. Runt Steinkogel är det mycket tätbefolkat, med 1 692 invånare per kvadratkilometer.. Närmaste större samhälle är Graz, 8,4 km öster om Steinkogel. 
Runt Steinkogel är det i huvudsak tätbebyggt.